# Catherine Wolfe Bruce
Catherine Wolfe Bruce (New York, 22 januari 1816 - aldaar, 13 maart 1900) was een bekende Amerikaanse filantrope en beschermster van astronomie. Ze was een New Yorkse erfgename en financierde verschillende onderzoeksprojecten, tijdschriften en instrumenten (waaronder telescopen) onder leiding van de directeur van het Harvard College Observatory Edward Charles Pickering.

## Verwante personen
Catherine Wolfe Bruce werd geboren op 22 januari 1816. Ze was de dochter van George Bruce (1781-1866), een beroemde lettergieter, die in Edinburgh was geboren. Ze had zeven zussen en twee broers. Ondanks dat ze was getroffen door een ziekte die niet te genezen viel, was ze de oudste overlevende van al haar broers en zussen. Haar moeder was Catherine Bruce (Wolfe) (1785-1861), de dochter van David Wolfe (1748-1836) van New York. Catherines broer was David Wolfe Bruce (1824-1895), die samen met David Wolfe Bishop het fortuin erfde van hun nicht, Catharine Lorillard Wolfe.

### Stamboom[1]
|  |  |  |  |              |              | Catharine Wolfe (Forbes) | Catharine Wolfe (Forbes) | Catharine Wolfe (Forbes) | Catharine Wolfe (Forbes) | Catharine Wolfe (Forbes) | Catharine Wolfe (Forbes) |                         |                         |                         |                         |                         |                         | David Wolfe       | David Wolfe       | David Wolfe       | David Wolfe       | David Wolfe      | David Wolfe      |                           |                           |                           |                           |                           |                           |  |  |
|  |  |  |  |              |              | Catharine Wolfe (Forbes) | Catharine Wolfe (Forbes) | Catharine Wolfe (Forbes) | Catharine Wolfe (Forbes) | Catharine Wolfe (Forbes) | Catharine Wolfe (Forbes) |                         |                         |                         |                         |                         |                         | David Wolfe       | David Wolfe       | David Wolfe       | David Wolfe       | David Wolfe      | David Wolfe      |                           |                           |                           |                           |                           |                           |  |  |
|  |  |  |  |              |              |                          |                          |                          |                          |                          |                          |                         |                         |                         |                         |                         |                         |                   |                   |                   |                   |                  |                  |                           |                           |                           |                           |                           |                           |  |  |
|  |  |  |  |              |              |                          |                          |                          |                          |                          |                          |                         |                         |                         |                         |                         |                         |                   |                   |                   |                   |                  |                  |                           |                           |                           |                           |                           |                           |  |  |
|  |  |  |  | George Bruce | George Bruce | George Bruce             | George Bruce             | George Bruce             | George Bruce             |                          |                          | Catherine Bruce (Wolfe) | Catherine Bruce (Wolfe) | Catherine Bruce (Wolfe) | Catherine Bruce (Wolfe) | Catherine Bruce (Wolfe) | Catherine Bruce (Wolfe) |                   |                   |                   |                   | John David Wolfe | John David Wolfe | John David Wolfe          | John David Wolfe          | John David Wolfe          | John David Wolfe          |                           |                           |  |  |
|  |  |  |  | George Bruce | George Bruce | George Bruce             | George Bruce             | George Bruce             | George Bruce             |                          |                          | Catherine Bruce (Wolfe) | Catherine Bruce (Wolfe) | Catherine Bruce (Wolfe) | Catherine Bruce (Wolfe) | Catherine Bruce (Wolfe) | Catherine Bruce (Wolfe) |                   |                   |                   |                   | John David Wolfe | John David Wolfe | John David Wolfe          | John David Wolfe          | John David Wolfe          | John David Wolfe          |                           |                           |  |  |
|  |  |  |  |              |              |                          |                          |                          |                          |                          |                          |                         |                         |                         |                         |                         |                         |                   |                   |                   |                   |                  |                  |                           |                           |                           |                           |                           |                           |  |  |
|  |  |  |  |              |              |                          |                          |                          |                          |                          |                          |                         |                         |                         |                         |                         |                         |                   |                   |                   |                   |                  |                  |                           |                           |                           |                           |                           |                           |  |  |
|  |  |  |  |              |              |                          |                          | Catherine Wolfe Bruce    | Catherine Wolfe Bruce    | Catherine Wolfe Bruce    | Catherine Wolfe Bruce    | Catherine Wolfe Bruce   | Catherine Wolfe Bruce   |                         |                         | David Wolfe Bruce       | David Wolfe Bruce       | David Wolfe Bruce | David Wolfe Bruce | David Wolfe Bruce | David Wolfe Bruce |                  |                  | Catharine Lorillard Wolfe | Catharine Lorillard Wolfe | Catharine Lorillard Wolfe | Catharine Lorillard Wolfe | Catharine Lorillard Wolfe | Catharine Lorillard Wolfe |  |  |

Catherines zussen zijn: Mary Forbes Bruce, Janet Bruce, Eliza Bruce, Janet Brown, Matilda Bruce, Eliza Wolfe Bruce en Matilda Wolfe Bruce. Haar broers zijn: David Wolfe Bruce en George Wolfe Bruce.

## Carrière
Bruce was een talentvolle vrouw. Ze was een schilderes en sprak Latijn, Duits, Frans en Italiaans. Ze kende ook veel literatuur van al deze talen.
In 1890 schreef en publiceerde ze een vertaling van 'Dies Irae'. Datzelfde jaar keerde ze terug naar Heidelberg en begon aan de universiteit les te geven als privaatdocent.

## Persoonlijk leven
Catherine Wolfe Bruce woonde in Manhattan, niet ver van Anna Draper. Doordat ze getroffen was door een ziekte die steeds bleef toenemen, verliet ze zelden haar huis. Ze stierf op 13 maart 1900 op 810 Fifth Avenue in New York. Ze had zowel veel reuma als zenuwpijn.

### Filantropie
Bruce stelde in haar leven heel wat geld beschikbaar voor de astronomie, in het bijzonder voor de bouw van nieuwe telescopen. In 1877 schonk ze $50.000 (€40.665) voor de bouw van een bibliotheek en de aanschaffing van boeken ter nagedachtenis van haar vader. De bibliotheek, met de naam "The George Bruce Library", werd voltooid in 1888 en bevond zich op 226 West 42nd Street. De bibliotheek werd ontworpen door G. E. Harney. Het gebouw werd in 1913 verkocht en de opbrengst werd gebruikt voor de bouw van de huidige George Bruce-bibliotheek op 125th Street in Harlem en ontworpen door Carrère & Hastings.
Tussen 1889 en 1899 schonk ze geld aan het Harvard College Observatory (VS), Yerkes Observatory (VS) en Landessternwarte Heidelberg-Königstuhl (Duitsland), destijds gerund door Max Wolf, om nieuwe telescopen te kopen bij elk van deze instituten.

### Erkenning
De Bruce medal van de Astronomical Society of the Pacific is naar haar vernoemd. Het is een prijs die elk jaar toegekend wordt aan een astronoom om zijn/haar levensprestaties te erkennen. Ook de planetoïde 323 Brucia en de krater Bruce op de maan zijn allebei naar haar vernoemd. Ze ontving een gouden medaille van de groothertog van Baden.
Na het overlijden van Bruce, schreef de bekende astronoom William Wallace Payne volgend overlijdensbericht;
"Het is helemaal niet gemakkelijk om passende woorden te vinden om de hechte band tussen leven op aarde te beschrijven, nog moeilijker is om een waardig en rechtvaardige tribuut te offeren aan de herdenking van een persoon zoals mevrouw Catherine Wolfe Bruce, wie, voor een nobele reden, de wereld van wetenschap heeft geleerd om te houden van wat ze was en van wat ze zoal deed."
De oorspronkelijk Engelse tekst:

It is no easy thing to choose fitting words to refer to the close of any life on earth, much more is it difficult to offer a right and worthy tribute to the memory of one like Miss Catherine Wolfe Bruce, who, for noble cause, the world of science has learned to love for what she was and for what she did.